# Ким Бён Джун
Ким Бён Джун (кор. 김병준; род. 8 февраля 1988 года в Сеуле) — южнокорейский шорт-трекист, двукратный чемпион мира. Окончил Университет Кёнхи в степени бакалавр спортивных исследовании.

## Биография
Ким Бён Джун, бабушка и дедушка которого управляли катком, занялся шорт-треком по рекомендации родителей в 1997 году в парке развлечений в Сеуле, когда он учился в 3-м классе начальной школы Санмён.
В сезоне 2006/07 он дебютировал в национальной сборной на Кубке мира и уже в октябре в Чанчуне занял 3-е место в беге на 500 м и в Сагенее в беге на 1000 м, а также выиграла в эстафете на трёх этапах в Чанчуне, Монреале и Сагенее.
В феврале 2007 года на зимних Азиатских играх в Чанчуне выиграл золото в эстафете, а в марте на чемпионате мира в Милане вместе с товарищами победил в эстафете и завоевал золотую медаль, а в личном зачёте занял 15-е место. На командном чемпионате мира в Будапеште выиграл серебро в составе мужской команды.
На отборе в национальную сборную в 2008 году Бён Джун получил разрыв крестообразной связки, и когда он восстанавливался после травмы, и вновь порезал ту связку. Это было самое серьёзное для него потрясение. Он пропустил 2 сезона на международном уровне. В декабре 2010 года на Кубке мира в Чанчуне в беге на 1000 метров занял 1-е место, в эстафете 3-е место, следом в Шанхае поднялся на 1-е место в эстафете.
В феврале 2011 года в Москве вновь победил на дистанции 1000 метров, завоевал серебро в Дрездене в эстафете и бронзу в беге на 500 метров. В марте на командном чемпионате мира в Варшаве выиграл золотую медаль. В сезоне 2012/13 на Кубке мира в составе эстафетной команды выиграл на 4-х этапах, в Калгари, Монреале, Шанхае и Дрездене, а в Нагое победил в беге на 1500 метров. В апреле на отборе национальной сборной сезона 2012/13 Ким занял 3-е место в общем зачёте.
В феврале 2013 года он участвовал в 94-м Национальном фестивале зимних видов спорта, где выиграл гонку на 500 м и взял два серебра
на 1000 м и в эстафете. На чемпионате мира в Будапеште занял 4-е место в эстафете. В 2014 году он присоединился к мэрии Коян. Зимой 2016 года на 97-х Зимних национальных играх победил в беге на 500 метров и на Кубке мира в Дрездене выиграл бронзу в составе эстафеты, а весной выиграл на дистанциях 500 и 1500 метров на 30-м национальном чемпионате.
В апреле 2019 года проходил 34-й национальный чемпионат по шорт-треку и второй отбор национальной сборной сезона 2019/20, после которого провели церемонию выхода на пенсию бывших конькобежцев национальной сборной по шорт-треку Ким Бён Джуна и Ким Юн Джэ.
На Олимпийские игры в Пекине Ким Бён Джун назначен в качестве тренера мужской команды.